# 一色直氏
一色 直氏（いっしき なおうじ / ただうじ）は、南北朝時代の武将、守護大名。一色氏4代当主。室町幕府の第2代九州探題。

## 生涯
室町幕府初代将軍足利尊氏に臣従し、その弟・直義の偏諱を受けて「直氏」と名乗る。
興国7年/貞和2年（1346年）8月、九州に下向する。その後、父一色範氏から九州探題を譲られる。勢福寺城を築くなど父と共に九州の経略に専念するが、九州探題としての勢力基盤は脆弱であった。原因の一つに、同じ北朝方である元鎮西奉行少弐氏と不仲だった事が挙げられる。 正平3年/貞和4年（1348年）に肥後国、正平5年/貞和6年（1350年）に肥前国、正平7年/観応3年（1352年）に筑前国、正平7年/文和2年（1353年）に日向国の守護に任じられている。
尊氏派と直義派が対立した観応の擾乱では前者に属した。しかし、足利直冬（尊氏の庶子で直義の養子）を擁した少弐頼尚の攻勢を受けて九州探題の座を追われ、一時期劣勢に立たされた。後に九州探題となっていた直冬の追放および探題職への復帰に成功したが、正平6年/観応2年（1351年）に尊氏が南朝に降伏したり、北朝から将軍職を解任されたりしたことで、九州全土も混乱する事となる。
正平7年/文和元年（1352年）に尊氏が北朝方へ復帰した後も、九州の大勢は徐々に南朝方に傾いていた。直氏は正平8年/文和2年（1353年）、懐良親王を擁立する菊池武光率いる南朝軍に筑前国針摺原の戦いで大敗を喫し、以後は南朝方に対して対抗できる力も失い、正平10年/文和4年（1355年）に父と共に長門国に逃亡した。
このために北朝を立て直した尊氏の怒りを買い、翌正平11年/延文元年（1356年）には再び九州に下向したが、またも菊池軍の前に筑前麻生山の戦いで大敗を喫し、筑前を失った直氏は正平13年/延文3年（1358年）に京都に逃亡している。尊氏は九州における南朝勢力の拡大を危惧して親征しようとしたが、同年4月に遠征直前に病死した。また、新たに九州探題として任命された細川繁氏も病死、その後しばらく九州は南朝の優勢が続いた。
京都に帰還後の直氏の動向は不明である。正平14年/延文4年（1359年）の新将軍足利義詮の摂津出陣に直氏が従ったとする『太平記』巻34の記述が事実であれば、死去はそれ以降になる。やがて実弟の範光が当主として活動するようになり、後に四職の一つとなった。もう一人の弟・範房（のりふさ）の末裔とされる一色詮貞（あきさだ）は久松氏に養子入りし、江戸時代の久松松平氏の祖となった。
直氏の嫡子である氏兼の系統は鎌倉公方に仕えたことが知られているが、一色氏の祖である一色公深が下総国幸手に所領を持っていたことから、直氏が当主を範光に譲って下総に隠遁したことをきっかけにしているとする見方もある。
氏兼の家系は宮内一色家として続いた。子孫は鎌倉公方御門葉となり、その後の古河公方および支流の喜連川家の筆頭家老となった幸手一色氏（鎌倉・古河・喜連川一色氏）や、尾張国の丹羽氏、甲斐国の金丸氏などに分かれていった（詳しくは一色氏系図を参照）。